# 3088 Jinxiuzhonghua
3088 Jinxiuzhonghua је астероид главног астероидног појаса чија средња удаљеност од Сунца износи 3,018 астрономских јединица (АЈ).
Апсолутна магнитуда астероида је 11,8.